# Guillermo Cuadra Fernández
Guillermo Cuadra Fernández (Madrid, 25 april 1984) is een Spaans voetbalscheidsrechter. Hij is in dienst van FIFA en UEFA sinds 2020. Ook leidt hij sinds 2018 wedstrijden in de Primera División.
Op 17 augustus 2018 leidde Cuadra Fernández zijn eerste wedstrijd in de Spaanse nationale competitie. Tijdens het duel tussen Girona en Real Valladolid (0–0) trok de leidsman tweemaal de gele kaart. In Europees verband debuteerde hij tijdens een wedstrijd tussen IFK Göteborg en FC Kopenhagen in de tweede voorronde van de Europa League; het eindigde in 1–2 en Cuadra Fernández gaf vier gele kaarten. Zijn eerste interland floot hij op 2 september 2021, toen Estland met 2–5 verloor van België in een kwalificatiewedstrijd voor het WK 2022. Mattias Käit en Erik Sorga scoorden voor Estland en de tegentreffers kwamen van Hans Vanaken, Romelu Lukaku (tweemaal), Axel Witsel en Thomas Foket. Tijdens dit duel gaf Cuadra Fernández drie gele kaarten, aan Joonas Tamm (Estland) en aan de Belgen Alexis Saelemaekers en Lukaku.
In het voorjaar van 2021 werd Cuadra Fernández opgeroepen als scheidsrechter voor het EK –21. Hij verving hier Ricardo de Burgos Bengoetxea die positief getest was op COVID-19. Later dat jaar werd hij als videoscheidsrechter opgenomen op de lijst van officials voor de Olympische Zomerspelen.

## Interlands
| Datum            | Plaats                        | Wedstrijd               | Uitslag | Competitie             | Kreeg geel | Kreeg voor de tweede keer geel en dus rood | Weggestuurd |
| ---------------- | ----------------------------- | ----------------------- | ------- | ---------------------- | ---------- | ------------------------------------------ | ----------- |
| 2 september 2021 | Tallinn, Estland              | Estland – België        | 2 – 5   | WK 2022 kwalificatie   | 3          | 0                                          | 0           |
| 28 maart 2022    | San Pedro del Pinatar, Spanje | San Marino – Kaapverdië | 0 – 2   | Vriendschappelijk      | 1          | 0                                          | 0           |
| 9 november 2022  | Girona, Spanje                | Mexico – Irak           | 4 – 0   | Vriendschappelijk      | 0          | 0                                          | 0           |
| 16 juni 2023     | Helsinki, Finland             | Finland – Slovenië      | 2 – 0   | EK 2024 kwalificatie   | 2          | 0                                          | 0           |
| 14 oktober 2024  | Wrocław, Polen                | Oekraïne – Tsjechië     | 1 – 1   | Nations League 2024/25 | 5          | 0                                          | 0           |

Laatst bijgewerkt op 18 oktober 2024.